# Nephodia clerigata
Nephodia clerigata är en fjärilsart som beskrevs av Paul Dognin 1893. Nephodia clerigata ingår i släktet Nephodia och familjen mätare. Inga underarter finns listade i Catalogue of Life.